# Idaea opsitelea
Idaea opsitelea är en fjärilsart som beskrevs av Louis Beethoven Prout 1931. Idaea opsitelea ingår i släktet Idaea och familjen mätare. Inga underarter finns listade i Catalogue of Life.